# 聖家族と聖カタリナ、聖セバスティアヌス、寄進者
『聖家族と聖カタリナ、聖セバスティアヌス、寄進者』（せいかぞくとせいカタリナ、せいセバスティアヌス、きしんしゃ、仏: La Sainte Famille avec sainte Catherine, saint Sébastien et un donateur、英: The Holy Family with St.Catherine, St.Sebastian, and a Donor）は、イタリア・盛期ルネサンス期の画家セバスティアーノ・デル・ピオンボがポプラ上に油彩で描いた絵画である。画家は1511年にローマに移ったが、この絵画はそれ以前の1507年ごろに描かれた初期の代表的な作品である。かつて、パリに居住していたケルンの銀行家エバーハルト・ジャバッハの収集にあったが、1662年にルイ14世に取得され、現在はパリのルーヴル美術館に所蔵されている。

## 作品
本作は以前、ジョルジョーネの作品であるとされていた。実際、セバスティアーノ・デル・ピオンボが制作した初期の絵画は、ジョルジョーネの繊細な人物描写や色彩の強い影響を受けていた。しかし、そのころから独自の様式をも持ち、セバスティアーノの作品は人物の彫刻的な量感やクローズ・アップの構図を特徴とする。
本作の構図は、画面の中心で分割された2つの部分からなる。左側には聖ヨセフ、聖母マリア、幼子イエス・キリストが赤いカーテンの前に配置されている。右側には聖カタリナと聖セバスティアヌス、そして寄進者がいる。寄進者は中心軸近くにいるが、低い位置および身体の上部だけが画面に見えることによって聖人たちと区別される。キリストは、優し気な表情で寄進者のほうへ身体を傾けている。聖カタリナと聖セバスティアヌスは、おそらく寄進者の守護聖人であると思われる。